# Mohammed Amin al-Husseini
 Mohammed Amin al-Husseini  (Jeruzalem, vjerojatno 1893. - Bejrut, 4. srpnja 1974.)  Haj/Hajj Amin al-Husseini, bio je islamski vjerski službenik palestinskog podrijetla. Rođen u utjecajnoj jeruzalemskoj obitelji, smatra se jednim od začetnika antisemitizma modernog doba na Bliskom Istoku. Pohađao je Sveučilište Al-Azhar, ali je studiranje na ovome sveučilištu prekinuo i završio je Osmansku vojnu akademiju u Bitolju. Poznat kao muftija Jeruzalema, iako titulu nije službeno nikada dobio. Njegova najznačajnija služba je "predsjednik visokog islamskog savjeta"
Amin al-Husseini ima značajnu ulogu u širenju antisemitizma u arapskom svijetu, kao i suradnje s nacionalsocijalistima u Njemačkoj. Bio je uvjereni zagovornik holokausta i za vrijeme boravka u Berlinu 1941. godine bio je član SS-a. Šireći aktivnu propagandu za nacističku Njemačku na arapskom jeziku. U kasnijoj fazi drugog svjetskog rata al-Huseini na Balkanu i Africi pomaže i propagira mobilizaciju muslimana za jedinice Waffen-SS.

## Vanjske poveznice
- Fotografije i dokumenti o Mohammed Amin al-Husseiniju